# Ronan Gustin
Ronan Gustin (n. 17 august 1987, Fontaine-lès-Dijon, Franța) este un scrimer francez specializat pe spadă, campion mondial pe echipe în 2011 și dublu campion european pe echipe în 2011 și în 2015. La individual, cel mai bun clasament al carierei a fost locul 5 în sezonul 2014-2015.

## Palmares
- Campionatul Mondial
  -  pe echipe la Catania 2011
- Campionatul European
  -  pe echipe Sheffield 2011
  -  pe echipe Montreux 2015
- Cupa Mondială
  -  la Cupa Mondială de la Vancouver 2015
  -  la Challenge Bernadotte Stockholm 2011
  -  la Heidenheimer Pokal 2011

Clasamentul la Cupa Mondială
| An  | 2008 | 2009 | 2010 | 2011 | 2012 | 2013 | 2014 | 2015 |
| --- | ---- | ---- | ---- | ---- | ---- | ---- | ---- | ---- |
| Loc | 226  | 783  | 76   | 17   | 64   | 142  | 124  | 5    |

## Legături externe
Materiale media legate de Ronan Gustin la Wikimedia Commons
- Profile Arhivat în 16 februarie 2015, la Wayback Machine. la Confederația Europeană de Scrimă
- en Ronan Gustin la Olympedia.org